# SN 2003kh
SN 2003kh – supernowa typu Ia odkryta 27 listopada 2003 roku w galaktyce UGC 11491. W momencie odkrycia miała maksymalną jasność 17,50m.